# Marlon Pérez
Pour les articles homonymes, voir Pérez et Arango.
Pérez  Arango est un nom espagnol. Le premier nom de famille, en général paternel, est Pérez ; le second, en général maternel, souvent omis, est Arango.
Marlon Alirio Pérez Arango, né le 10 janvier 1976 à Támesis dans le département d'Antioquia et mort le 4 octobre 2024 à El Carmen de Viboral, est un coureur cycliste colombien.
À l'issue de la saison 2009, son contrat avec l'équipe Caisse d'Épargne n'est pas prolongé.

## Repères biographiques
Issu de la municipalité de Támesis dans le sud-est du département (es) d'Antioquia, le jeune Marlon est un enfant débordant d'énergie. Il pratique plusieurs sports, commençant par le football puis s'essayant à l'athlétisme pour terminer par le cyclisme. Dès 1988, il s'initie à un sport qui deviendra sa passion. Avec le soutien de sa mère, lassée de ses incartades, il s'inscrit à l'école de cyclisme Clubcitam (Club de Ciclismo de Tamesís) puis à celle de Cisa, où il continue sa formation. Il termine deuxième de sa première compétition, disputée en 1989 à Ciudad Bolívar. Dès son plus jeune âge, Pérez a enchaîné les petits boulots pour entretenir sa famille, venant les samedis sur la place du marché pour transporter les ballots, par exemple. Il était encore serveur, juste avant de devenir cycliste professionnel.
En 1996, pour la première de ses trois participations aux Jeux olympiques, il est porte-drapeau de la délégation colombienne.
Après une carrière en Europe, en 2010, il rentre en Colombie et intègre l'équipe GW Shimano, une des formations les plus performantes au niveau national. Il se distingue particulièrement lors du Clásico RCN où il remporte la bagatelle de cinq étapes. Il garde le maillot de leader pendant les six premières étapes de l'épreuve et ne le cède que devant le parcours accidenté de la septième.
Au mois de mai 2011, il s'aligne au départ de la Vuelta a Antioquia, course de préparation au Tour de Colombie. Il l'achève sur le podium. Au Tour de Colombie, il remporte le prologue en devançant d'une seconde Óscar Sevilla. Il récidive lors du Clásico RCN où il devance cette fois un autre Espagnol de l'équipe cycliste Gobernación de Antioquia-Indeportes Antioquia, José Enrique Gutiérrez. Il perd la tête du classement général dès le lendemain, subissant la course, ne pouvant rééditer sa performance de l'année précédente (cinq victoires d'étape), il abandonne lors de la septième étape, pour préparer au mieux les Jeux panaméricains.
À Guadalajara, il remporte la médaille d'or du contre-la-montre, succédant au palmarès à Santiago Botero. Après sa victoire, il exprime sa joie et sa fierté d'avoir gagné, à son âge (35 ans), une seconde médaille d'or, douze ans après les Jeux de Winnipeg, en devançant deux autres latino-américains (Matías Médici et Carlos Oyarzún). Dans l'épreuve en ligne, il anime la course en prenant part à l'échappée, s'isolant même devant pendant un temps. Il abandonne lorsque celle-ci est rejointe.

### Saisons 2012 - 2013
Après treize victoires en deux ans, avec la formation GW Shimano, il signe, pour la saison 2012, avec la nouvelle équipe Coldeportes, avec l'intention d'apporter son expérience à ses jeunes coéquipiers.
Malgré un début d'année tronqué par une crise interne à l'équipe, il participe au Tour du Mexique (es) et au Tour of the Gila (es) avec la sélection nationale de poursuite par équipes, en pleine préparation pour les Jeux Olympiques. Il commence, seulement, sa saison avec sa nouvelle formation à la Vuelta del Tolima, à la mi-avril (où il s'impose dans le classement des étapes volantes). En juin, il est au départ de la 62e édition du Tour de Colombie. En tête du classement provisoire du prologue, son temps n'est amélioré que par deux concurrents, il échoue à une seconde du maillot de leader. Cinquième du sprint massif de la troisième étape, il abandonne la course sur une chute dans la descente de l'Alto de La Línea, le lendemain. Il réapparait en haut des classements à la mi-août, en participant au triplé de sa formation à l'arrivée de l'étape de clôture de la Vuelta a Antioquia. Fin septembre, il est au départ du prologue du 52e Clásico RCN. Vainqueur des contre-la-montre initiaux, les deux années précédentes, il échoue, cette fois, à la troisième place, gêné par le fort vent latéral. Neuf jours plus tard, il grimpe sur le podium protocolaire du Clásico RCN 2012, en tant que vainqueur du classement des étapes volantes (sprints intermédiaires). Mi-novembre, il dispute les XIXe Juegos Deportivos Nacionales pour le département d'Antioquia. En retard à tous les pointages intermédiaires, il obtient néanmoins la médaille d'argent du contre-la-montre individuel (et est considéré, à ce titre, comme vice-champion de Colombie de la spécialité).
Pour la saison 2013, il réintègre la formation GW Shimano, avec laquelle il s'était lié en 2010, à son retour en Colombie. Mi-décembre 2012, il participe, avec celle-ci, au Tour du Costa Rica (es) (comptant pour l'UCI America Tour 2013). Faisant honneur à son titre panaméricain, Pérez s'adjuge la troisième étape, disputée en contre-la-montre individuel. Il récidive, six jours plus tard, en disposant de son ultime compagnon de fugue.
La saison cycliste colombienne 2013 commence, véritablement, à la fin mars, par la Vuelta al Valle. Il remporte la troisième étape à l'issue d'un sprint massif.
Le 3 mai, l'UCI informe de la suspension provisoire de Marlon Pérez, à la suite de deux contrôles positifs lors du Tour du Costa Rica, de décembre 2012. Il a été retrouvé dans ses analyses d'urine des traces de GW 1516 et de sibutramine. Le coureur déclare sa surprise et assure n'avoir pris aucune substance que ce soit pour augmenter ses performances. Cependant, il avoue avoir consommé un produit naturel pour perdre du poids, en août et septembre.

### Saison 2015
Deux ans plus tard, après avoir purgé sa suspension, il ne change pas sa version et n'admet pas s'être dopé. Il décrit cette période comme « un traumatisme lui qui vivait uniquement pour la bicyclette ». Il clame son amertume d'avoir vu le monde du cyclisme lui tourner le dos. Il fut blessé d'avoir été expulsé du Tour de Colombie 2014 (conformément à la règlementation de l'UCI), où il pensait pouvoir diriger l'équipe Rionegro con más futuro. Le rejet l'a conduit à la dépression. Il admet avoir sombré dans l'alcoolisme et pris de l'embonpoint du fait de son oisiveté. Il a dû vendre deux appartements (acquis grâce à ses gains de cycliste professionnel) pour subvenir à ses besoins. Puis il a refait surface et a gagné sa vie en vendant des pièces et accessoires de vélo et en ouvrant un salon de massage pour sportifs de haut niveau, dans sa maison. Et de nouveau, il a acheté le matériel, notamment un cadre carbone GW, pour équiper un vélo de compétition et pratiquer son sport. De retour dans les pelotons, il prend part au Tour de Colombie 2015 avec l'équipe Rionegro con más futuro. Lui qui n'espérait que participer, lors de la deuxième étape, il s'échappe et dispose de ses compagnons de fugue dans les deux premiers sprints intermédiaires de la journée. Ce qui lui permet d'être considéré comme le coureur le plus combatif de l'étape et de s'emparer (pour deux jours) de la tête du classement des étapes volantes. Il en retire une énorme satisfaction. Marlon Pérez veut recouvrir la forme car de nouveau concentrer sur la compétition, il espère réintégrer une équipe qui lui donnerait la possibilité de gagner sa vie en roulant. Il ne se voit pas mettre un terme à sa carrière avant les trois prochaines années.
En novembre, il est appelé à disputer la 72e édition de la Vuelta al Valle, épreuve la plus importante dans le sud de l'Argentine, en renfort de la formation locale Servicios Petroleros Mirasal. Malgré une chute dans la première étape, pénalisante, il renoue avec le succès lors de la dernière, en anticipant le sprint massif. Il met alors fin à trente-trois mois de disette ; sa dernière victoire étant celle acquise, en 2013, dans une autre Vuelta al Valle, en Colombie.
En septembre 2017, pilote de l'athlète Nelson Serna, il devient champion du monde de tandem paralympique.
En octobre 2024, il succombe à ses blessures après avoir été victime d'une agression au couteau dans un bar au sud de Medellín. Moins de dix jours plus tard, Walter Vargas dédie sa victoire dans le Tour du Venezuela à la mémoire de Marlon Pérez. Vargas avait commencé sa carrière cycliste dans la formation "Rionegro con más futuro", où Pérez était directeur sportif.

## Palmarès sur route

### Par années
- 1996
  -  Champion de Colombie du contre-la-montre
  - 1re étape de la Vuelta al Valle del Cauca
- 1997
  - Clásica de Girardot
  - 2e du championnat de Colombie du contre-la-montre espoirs
- 1998
  -  Médaillé d'or du contre-la-montre aux Jeux d'Amérique centrale et des Caraïbes[44]
  -  Champion de Colombie sur route espoirs
  -  Champion de Colombie du contre-la-montre espoirs
  - Tour de Colombie espoirs
- 1999
  -  Champion de Colombie du contre-la-montre
  - Vuelta al Valle del Cauca
  - 4e étape du Tour d'Uruguay
  - Prologue et 9e étape du Clásico RCN
  - 2e du championnat de Colombie sur route
  - 3e du Tour d'Uruguay
- 2000
  - Tour Nord-Isère :
    - Classement général
    - 1re, 2e et 3e étapes

  - 7e étape du Tour de Colombie
  - 2e de la Vuelta al Valle del Cauca
- 2001
  -  Champion de Colombie du contre-la-montre
  - Prologue et 1re étape du Tour de Colombie
  - 2e de la Vuelta al Valle del Cauca
- 2002
  - 1re et 2e étapes de la Vuelta a Boyacá
  - Prologue et 1re étape du Tour de Colombie
  - 2e du championnat de Colombie du contre-la-montre
- 2003
  - 2e étape de la Vuelta al Valle del Cauca (contre-la-montre)
  - 1re étape du Clásico RCN
  - 2e du Trophée des grimpeurs
  - 3e de la Vuelta al Valle del Cauca
  - 3e de la Vuelta a Cundinamarca
- 2004
  - 1re, 3e et 14e étapes du Tour du Táchira
  - 2e étape du Tour de Langkawi
- 2005
  - 3e étape de la Clásica de Girardot (contre-la-montre)
  - 4e et 10ea (contre-la-montre) étapes du Tour du Venezuela
- 2007
  - 2e de la Clásica de Girardot
- 2010
  - 3e étape de la Clásica de Anapoima
  - 4e étape de la Clásica de El Carmen de Viboral
  - 4e et 5e (contre-la-montre) étapes de la Clásica de Girardot
  - 3e, 5e (contre-la-montre), 6e et 8e étapes du Clásico RCN[5]
- 2011
  -  Médaillé d'or du contre-la-montre aux Jeux panaméricains
  - Prologue du Tour de Colombie
  - Prologue du Clásico RCN
- 2012
  - 3e (contre-la-montre) et 9e étapes du Tour du Costa Rica[N 3]
  - 2e du contre-la-montre des Juegos Deportivos Nacionales[N 4]

### Résultats sur lesgrands tours

#### Tour d'Italie
3 participations :
- 2004 : 40e du classement général
- 2005 : abandon lors de la 6e étape
- 2008 : 90e du classement général

### Classements mondiaux
| Année            | 2005  | 2006 | 2007 | 2008 | 2009 | 2010 | 2011 | 2012 | 2013  | 2014 | 2015 |
| ---------------- | ----- | ---- | ---- | ---- | ---- | ---- | ---- | ---- | ----- | ---- | ---- |
| UCI America Tour | 61e   |      |      |      |      |      |      | 393e | 162e, |      | nc   |
| UCI Asia Tour    | 78e   |      |      |      |      |      |      |      |       |      |      |
| UCI Europe Tour  | 1134e | 829e | 488e |      |      |      |      |      |       |      |      |

## Résultats sur les championnats

### Jeux olympiques
Course en ligne
1 participation.
- 2004 : abandon dans le 1er tour de circuit[52].

### Championnats du monde professionnels
| Course en ligne 4 participations. - 2001 : 62e au classement final. - 2003 : 38e au classement final. - 2006 : 55e au classement final. - 2007 : abandon. | Contre-la-montre 3 participations. - 2001 : 33e au classement final. - 2003 : 36e au classement final. - 2006 : 34e au classement final. |

### Championnats panaméricains
| Course en ligne 1 participation. - Valencia 2007 : 34e au classement final. | Contre-la-montre 2 participations. - Bucaramanga 2000 : 4e au classement final. - Valencia 2007 : abandon. |

### Jeux panaméricains
| Course en ligne 3 participations. - 1999 : 18e au classement final. - 2003 : 9e au classement final. - 2011 : abandon. | Contre-la-montre 1 participation. - 2011 : Vainqueur de la compétition. |

### Jeux d'Amérique centrale et des Caraïbes
Contre-la-montre
1 participation.
- Maracaibo 1998 :  Vainqueur de la compétition.

## Palmarès sur piste
| - Atlanta 1996 - 17e de la poursuite par équipes (éliminé au tour qualificatif). - Abandon lors de la course aux points. - Sydney 2000 - 21e de la course aux points. Course aux points 1 participation. - Berlin 1999 : 10e de la compétition. - Coupe du monde 2000 - 1er du classement général de la course aux points. - 1er de la course aux points à Cali. - 3e de la course aux points à Turin. | - Winnipeg 1999 - Médaillé d'or de la course aux points. - Médaillé de bronze de la poursuite individuelle. Course aux points 1 participation. - 1994 : Vainqueur de la compétition. - Puerto La Cruz 1996 - Médaille d'or de la poursuite par équipes (avec Jhon Freddy García, Alex Moncaliano et José Julián Velásquez). - Bucaramanga 2000 - Médaille d'or de la poursuite par équipes (avec Víctor Hugo Peña, Giovanni López et John Durango). - Médaille de bronze de la course aux points. |